# Larentia macerata
Larentia macerata är en fjärilsart som beskrevs av Felder 1875. Larentia macerata ingår i släktet Larentia och familjen mätare. Inga underarter finns listade i Catalogue of Life.